# Joan Montllor i Pujal
Joan Montllor i Pujal   (Sabadell, 18 de gener de 1874 - 24 d'agost de 1960) fou un excursionista i escriptor sabadellenc.

## Biografia
Va promoure l'excursionisme a la seva ciutat i va estar lligat al Centre Excursionista del Vallès (actual UES), del qual era cofundador i des d'on portà una intensa activitat. També va estar vinculat a la Fundació Bosch i Cardellach.
Col·laborà en diversos mitjans de comunicació amb articles d'opinió i de divulgació de la història local. Fou redactor del Diari de Sabadell, on s'erigí en protector de l'anomenada Colla de Sabadell.
El 1944 li van concedir el títol de cronista honorari de la ciutat i el 1949 la Caixa d'Estalvis de Sabadell li va atorgar el Premi Ciutadania.

## Obres

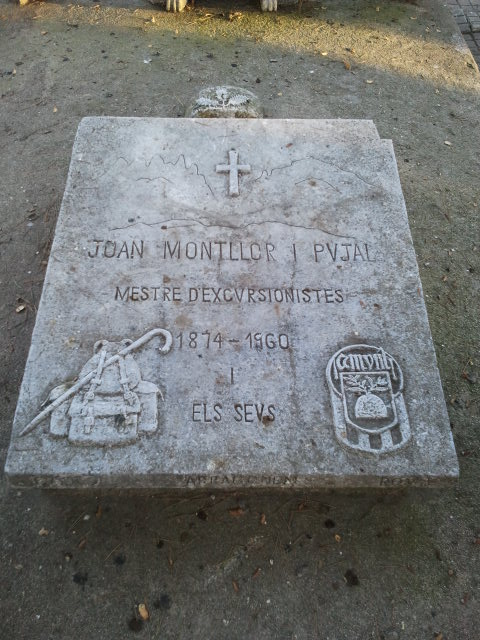
Tomba de Joan Montllor i Pujal al Cementiri de Sabadell

- L'hostal del primer miracle de sant Josep Oriol. Imp. Viader Sant Feliu de Guíxols, 1950.
- La Parròquia de Jonqueres: la seva antiguitat, el seu nom. Sabadell, Fundació Bosch i Cardellach, 1954.
- La devoció mariana en el Vallès. Parròquies, santuaris i capelles. Sabadell, Edit. Joan Sallent, 1958.
- Geografia urbana. Sabadell, Fundació Bosch i Cardellach, 1983.
- Notes històriques. Sabadell, Fundació Bosch i Cardellach, 1983.
- Costums, tradicions, temes comarcals. Sabadell, Fundació Bosch i Cardellach, 1984.
- Sant Llorenç del Munt. Sabadell, Fundació Bosch i Cardellach, 1985.